# Матеуш Мане
Мате́уш Бу́ла Да́мі Мане́ (порт. Mateus Bula Dami Mané; нар. 16 вересня 2007) — португальський і англійський футболіст, нападник клубу «Вулвергемптон Вондерерз».

## Клубна кар'єра
Виступав за юнацьку команду «Баррейренсе», звідки 2016 року перебрався до системи англійського «Рочдейла». 2024 року приєднався до академії «Вулвергемптон Вондерерз». 14 жовтня 2024 року англійська газета The Guardian назвала його одним з 20-ти найкращих молодих футболістів Прем'єр-ліги.
10 травня 2025 року дебютував в основному складі «Вулвергемптон Вондерерз» в матчі Прем'єр-ліги проти клубу «Брайтон енд Гоув Альбіон», вийшовши на заміну Андре. У віці 17 років, 7 місяців і 13 днів став наймолодшим гравцем клубу в Прем'єр-лізі, перевершивши досягнення Ентоні Форда з листопада 2011 року.
10 липня 2025 року підписав з клубом свій перший професіональний контракт, що розрахований до 2027 року.

## Кар'єра в збірній
Викликався до збірної Португалії до 17 років. З 2024 року дебютував за збірну Англії до 18 років.

## Статистика виступів
Станом на 10 травня 2025
| Клуб                    | Сезон             | Чемпіонат         | Чемпіонат | Чемпіонат | Кубок | Кубок | Кубок ліги | Кубок ліги | Єврокубки | Єврокубки | Інші  | Інші | Всього | Всього |
| Клуб                    | Сезон             | Дивізіон          | Матчі     | Голи      | Матчі | Голи  | Матчі      | Голи       | Матчі     | Голи      | Матчі | Голи | Матчі  | Голи   |
| ----------------------- | ----------------- | ----------------- | --------- | --------- | ----- | ----- | ---------- | ---------- | --------- | --------- | ----- | ---- | ------ | ------ |
| Вулвергемптон Вондерерз | 2024–25           | Прем'єр-ліга      | 1         | 0         | 0     | 0     | 0          | 0          | 0         | 0         | –     | –    | 1      | 0      |
| Всього за кар'єру       | Всього за кар'єру | Всього за кар'єру | 1         | 0         | 0     | 0     | 0          | 0          | 0         | 0         | 0     | 0    | 1      | 0      |